# Dvorac Türk – Mažuranić
Dvorac Türk – Mažuranić nalazi se uz rijeku Kupu u Gornjem Pokupju, mjestu u Karlovačkoj županiji, Republika Hrvatska.

## Povijest
Prva građevina koja je bila na mjestu ovog dvorca bila je manja kurija, tzv. Dvorac Pokupje, koja je još u vrijeme Napoleonovih Ilirskih pokrajina bila ladanjsko središte francuskog maršala Marmonta, koji je upravljao tim pokrajinama. Nakon odlaska francuske vlasti, vlasnik tog dvorca postao je Ivan Kostić. 
1870-ih godina Franjo pl. Türk, karlovački poslovni čovjek (veletržac), kupio je taj posjed i dvorac, te se od tada dvorac naziva Dvorac Türk. Početkom 20. stoljeća, između 1905. i 1906. Franjo Türk pregradio je i proširio stari dvorac. Od tada dvorac je u istom izgledu do danas, uz male preinake. Nakon njegove smrti 1913. dvorac nasljeđuje njegova kći Irena, koja se 1914. godine udala za pomorskog časnika Božidara Mažuranića, unuka Ivana Mažuranića. Od tada dvorac počinje nositi ime Dvorac Türk – Mažuranić. Bračni par Irena i Božidar imali su troje djece: Ivana Vladimira (1915. – 1985.), Josipa Franju (1918. – 1997.) i Božidara Vatroslava (1920. – 2010.).
Njihova majka Irena preminula je 1930. godine, pa su kao vlasnici dvorca i imanja postala njena tri sina. Tako je ostalo sve do uspostave komunističke Jugoslavije, koja je nacionalizirala dvorac i imanje, a Josip Franjo i Božidar Vatroslav zbog privrženosti Nezavisnoj Državi Hrvatskoj (tj. okupacijskim vlastima) tijekom Drugog svjetskog rata bježe u inozemstvo. U to vrijeme njihov najstariji brat Vladimir studirao je pravo, ali u svibnju 1945. uhićen je od strane partizana na povlačenju s domobranskom jedinicom kojoj je pripadao, te je prošao križni put, kolone smrti, komunističke logore i zatvore dok nije umro (1985.).
Istu godinu kada je bio uhićen Ivan Vladimir Türk dvorac je potpuno opljačkan i razbit, a započeto je i pustošenje perivoja. Kasnije u dvorcu je djelovala domaćinska škola koja je pustošila perivoj koristeći drveće perivoja za potpalu, a pošto je namještaj bio razbijen i potrgan, školi je dodijeljen drugi. Sedamdesetih godina dvadesetog stoljeća imanje je dodijeljeno na korištenje tvrtki "Josip Kraš" - tvornici obuće, koja je nakon privatizacije 1991. promijenila ime u "Karlovačka industrija obuće", tzv. KIO, kojoj je stara konjušnica koristila kao skladište kože za obuću.
Bivša konjušnica se nije popravljala pa se počela urušavati, a KIO je skladište kože za obuću premjestio u sâm dvorac. KIO je 1997. pogon i zemljište prodala Austrijancu Walteru Wolfu.  Svakim danom stara konjušnica i dvorac su sve urušeniji i obrasliji, te propadaju.

## Zanimljivosti
Dio serije i filma Duga mračna noć Antuna Vrdoljaka iz 2004. godine sniman je upravo u dvorcu i u njegovoj okolini.

## Zaštita
Pod oznakom Z-3242 zaveden je kao nepokretno kulturno dobro – pojedinačno, pravna statusa preventivno zaštićeno kulturno dobro, klasificirano kao "profana graditeljska baština".

## Galerija
- Zadnja strana dvorca
- Lijeva strana dvorca
- Dio desne strane dvorca
- Sredina konjušnice
- Lijeva strana konjušnice
- Desna strana konjušnice
- Urušena konjušnica kraj dvorca